# Niederhelfenschwil
Niederhelfenschwil est une commune suisse du canton de Saint-Gall, située dans la circonscription électorale de Wil. Avec 18 lettres, elle a le nom de commune le plus long de la Suisse.

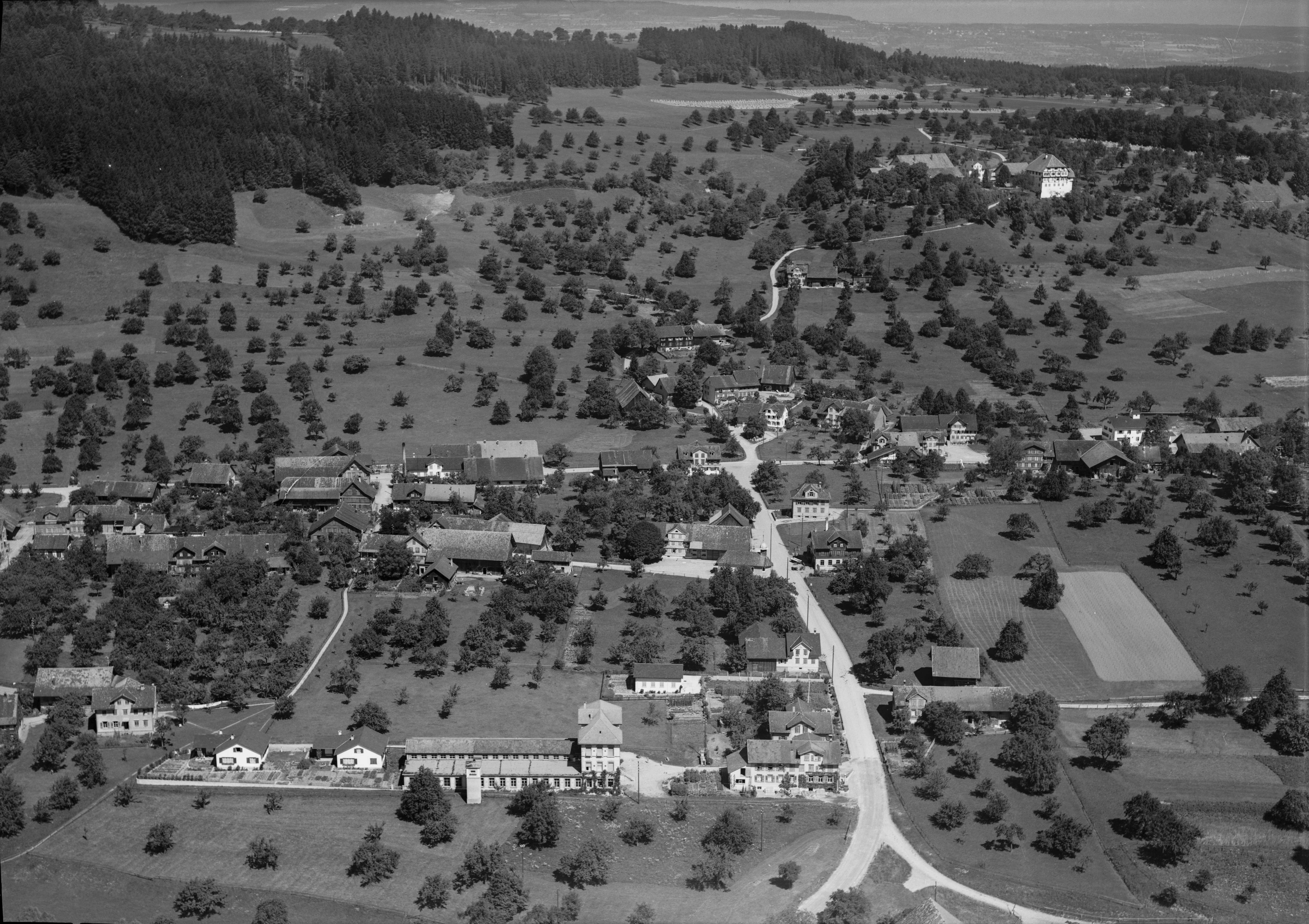
Photo aérienne (1954)